# Tampate
Tampate är en ort i Mexiko.   Den ligger i kommunen Aquismón och delstaten San Luis Potosí, i den centrala delen av landet, 250 km norr om huvudstaden Mexico City. Tampate ligger 77 meter över havet och antalet invånare är 3 359.
Terrängen runt Tampate är huvudsakligen kuperad, men åt nordost är den platt. Runt Tampate är det ganska tätbefolkat, med 207 invånare per kvadratkilometer. Tampate är det största samhället i trakten. I omgivningarna runt Tampate växer huvudsakligen savannskog.